# Psilogramma medicieloi
Psilogramma medicieloi là một loài bướm đêm thuộc họ Sphingidae. Loài này có ở Philippines.